# NGC 2732
NGC 2732 est une galaxie lenticulaire vue par la tranche et située dans la constellation de la Girafe. NGC 2732 a été découverte par l'astronome britannique John Herschel en 1828.

## Caractéristiques
Sa vitesse par rapport au fond diffus cosmologique est de 1 976 ± 7 km/s, ce qui correspond à une distance de Hubble de 29,1 ± 2,0 Mpc (∼94,9 millions d'al).
À ce jour, six mesures non basées sur le décalage vers le rouge (redshift) donnent une distance de 25,667 ± 7,627 Mpc (∼83,7 millions d'al), ce qui est à l'intérieur des valeurs de la distance de Hubble. Notons cependant que c'est avec la valeur moyenne des mesures indépendantes, lorsqu'elles existent, que la base de données NASA/IPAC calcule le diamètre d'une galaxie et qu'en conséquence le diamètre de NGC 3732 pourrait être d'environ 17,7 kpc (∼57 700 al) si on utilisait la distance de Hubble pour le calculer. 